# Heeresskimeisterschaften
Die Heeresskimeisterschaften (Kurzbezeichnung: HSM) fanden seit dem Jahr 1961 im Abstand von zwei Jahren statt. Die Militär Patrouille wird heute als Vorläufer des aktuellen Biathlonsportes angesehen. Biathlon gehört seit 1960 zum ständigen olympischen Programm.

## Geschichte
Die Heeresskimeisterschaften bestehen aus zwei voneinander unabhängigen Wettkämpfen:
- Alpin: Slalom später auch Kombination
- Biathlon: Militärischer Patrouillenlauf 18 km 1 × Schießen 5 Schuss, Einzellauf 20 km 4 × Schießen je 5 Schuss, 2 × liegend und 2 × stehend. Staffellauf 4 × 10 km: Schießen wie Einzellauf.

In der Zeit von 1961 bis 1973 fanden die Heeresskimeisterschaften in Garmisch-Partenkirchen statt. Der Start war immer der Ort Kaltenbrunn, das Ziel war in Garmisch-Partenkirchen das Olympiastadion. Im Jahr 1958 hat die 1. GebDiv eine Meisterschaft in Mittenwald ausgetragen. 8 Mannschaften waren am Start, Streckenlänge 25 km.
Mit diesen Meisterschaften hat die Bundeswehr einen erheblichen Teil zur Popularisierung des Biathlonsportes in Deutschland beigetragen. Denn die Begeisterung war in den 1970er Jahren und auch später in der Bundesrepublik Deutschland nicht so groß wie heute. Hinzu kam, dass Russland, die DDR und Norwegen – was die Medaillen betraf – absolut führend waren.

## Klasseneinteilung
- Heeresmeisterklasse Gebirge
- Heeresmeisterklasse Flachland
- Allgemeine Heeresklasse
- Gästeklasse: Gebirge und Flachland

## Verlauf
Die Masse der Biathleten (heute auch Athletinnen) der Biathlon – Nationalmannschaft kamen und kommen von der Bundeswehr. Die Begeisterung für diesen Sport wurde sicherlich durch all die Teilnehmer und Funktionäre der HSM geweckt und gefördert.
| Jahr | Teilnehmer                                                                                       | Programm | Anmerkungen |
| ---- | ------------------------------------------------------------------------------------------------ | --- | --- |
| 1961 | ca. 150 Soldaten, Heer, Luftwaffe, Marine Gäste:Bundesgrenzschutz, Zoll und Bay. Polizei         | - Patrouillenlauf 18 km 1 × Schießen, 3 Schuss Ziel:Scheibe 25 cm Durchmesser Entfernung 150 Meter - Staffel 4 × 10 km | Gäste: Bundesgrenzschutz, Zoll und Bay. Polizei, jeder Fehlschuss eine Strafminute, wird der Laufzeit addiert |
| 1963 | 259 Soldaten                                                                                     | - Patrouillenlauf 15 km 1 × Schießen, 3 Schuss Ziel: Scheibe 25 cm Durchmesser Entfernung 130 Meter - 15 km Einzellauf 3 × Schießen je 5 Schuss Ziel u. Entfernung wie oben                                                                  | |
| 1965 | Daten liegen keine vor                                                                           | | |
| 1966 | Anm.: Fand erstmals in Deutschland eine Biathlon-WM statt, Austragungsort Garmisch-Partenkirchen | Erstmals im Programm der 4 × 7,5 km Staffellauf. | Von der BRD-Mannschaft war nur ein Teilnehmer eine Zivilperson. Im Staffellauf wurde der 10te Platz belegt. Die Erkenntnisse und Erfahrungen, besonders im Rahmen des Trainings und des Wettkampfes, flossen in die Arbeit der Skizüge ein. |
| 1967 | 447 Teilnehmer                                                                                   | Patrouillenlauf 18 km 1 × Schießen 3 Schuss Ziel: 25 cm Ringscheibe Entfernung 150 Meter Einzellauf 15 km 3 × Schießen je 5 Schuss Ziel: s. oben                                                                                             | |
| Anm: | 1968 wurde im Bundestag die Aufstellung von Sportfördergruppen beschlossen.                      | In den Folgejahren wurde an der Aufstellung gearbeitet, | was zur Folge hatte, die Skizüge standen nicht mehr so im Mittelpunkt, wie zuvor. |
| 1969 | Genaue Teilnehmerzahlen liegen nicht vor.                                                        | - Patrouillenlauf 20 km Ziel: Ballon 25 cm Durchmesser Entfernung: 150 m 3 × Schießen - Einzellauf 20 km 4 × Schießen je 5 Schuss, zweimal liegend und zweimal stehend, Zielscheibe 25 cm Treffer am Rand 1 Strafminute, Fahrkarte 2 Minuten | Nur noch 3 Klassen: Heeresmeisterklasse, Allgemeine Heeresklasse und Gästeklasse |
| 1971 | Teilnehmer etwa 480                                                                              | Programm wie 1969 | 2 Klassen Gebirge und Flachland |
| 1973 | 500 Teilnehmer                                                                                   | es galten erstmals die Regeln der IBU (Internationale Biathlon Union) Die Wettkämpfe waren „entmilitarisiert“ | In Garmisch-Partenkirchen war somit Ende der HSM, es fanden noch 3 Meisterschaften statt |
| 1975 | keine Daten vorhanden                                                                            | Programm nicht bekannt | Wettkampf fand auf dem Feldberg Südschwarzwald statt |
| 1977 | wie 1975                                                                                         | wie 1975 | Wettkampf fand im Bayrischen Wald Bodenmais statt |
| 1979 | wie 1977                                                                                         | wie 1977 | Wettkampf fand in Ruhpolding statt. Dies war die letzte Heeres Skimeisterschaft. Die Skizüge hatten ihre Bedeutungen verloren, der Nachwuchs wurde gezielt von den Sportfördergruppen betreut und gefördert.                                |

Anmerkung: 1973 war die letzte HSM in Garmisch-Partenkirchen. 1975 fand die HSM auf dem Feldberg Südschwarzwald statt. 1977 war die Meisterschaften im Bay-Wald in Bodenmais. Die letzten HSM fanden 1979 in Ruhpolding statt.

## Wettkampf-Bestimmungen
- Patrouillenlauf (Meisterklasse)1 Offz Patrouillenführer, 1Uffz, 2 Mannschaften. Außer dem Patrouillenführer tragen alle Läufer Gewehr und Rucksack, Gesamtgewicht 24 kg. Die Läufer müssen mit 30 Sek. Abstand im Ziel einlaufen, die Zeit des letzten Läufers wird als Laufzeit gewertet. Streckenlänge 18 km, Schießen: jeder Gewehrträger muss schießen, 3 Schuss liegend, Entfernung 130 m. Ziel ist eine Scheibe, Durchmesser 25 cm, oder Ballon. Jeder Fehlschuss eine Minute Strafzeit, wird auf die Laufzeit addiert.
- In der allgemeinen Heeresklasse war kein Offz. als Patrouillenführer eingesetzt, wurde durch einen Feldwebel oder Uffz. ersetzt.
- Anzug/Bekleidung, nur Patrouillenlauf für BW-Angehörige: Kampfanzug Winter (Weiß Tarnfleck) und Stirnband
- Einzellauf. Streckenlänge 15 oder 20 km, diese Bestimmungen wurden öfters mal geändert, auch die Strafzeiten, ebenso das Ziel. 4 × Schießen, 2 × liegend 2 × stehend je 5 Schuss
- Staffellauf 4 × 10 km, Schießen 1 × liegend 1 × stehend je 5 Schuss, Entfernung 130 Meter Ziel: Scheibe 25 cm Durchmesser. Regeländerungen hinsichtlich Entfernung, Ziel und Scheibe bis zur Strafzeit hat es gegeben.
- Bekleidung für Einzel- und Staffellauf: Kniebundhose, langärmliges Triko, Kniestrümpfe, Zipfelmütze.
- Waffe: G 3 Kaliber 7,62 × 51 mm, Gewicht ca. 4,7 kg
- Ab 1973 wurden die Wettkämpfe nach den Regeln der IBU durchgeführt.